# Автошлях E612
Європейський шлях Е 612 — європейська дорога класу В в Італії, що сполучає міста Івреа — Турин.

## Маршрут
- Італія
  - E25 Івреа
  - E70, E64, E717 Турин